# Symmerista
Symmerista es un género de polillas de la familia Notodontidae. Fue descrito por primera vez por Hübner en 1821.

## Especies
- Symmerista albifrons  (Smith, 1797)
- Symmerista aura Chacón, 2014
- Symmerista canicosta Franclemont, 1946
- Symmerista inbioi Chacón, 2014
- Symmerista leucitys Franclemont, 1946
- Symmerista luisdiegogomezi Chacón, 2014
- Symmerista minaei Chacón, 2014
- Symmerista suavis  (Barnes, 1901)
- Symmerista zacualpana  (Draudt, 1932)

## Antiguas especies
- Symmerista tlotzin (Schaus, 1892)